# Le Fourcy
Le Fourcy fue un burdel común famoso en París, uno de los denominados Maison d'abattage (mataderos). Estaba localizado en el distrito de Saint Paul en el IV Distrito de París en 10 rue de Fourcy, y era notorio por tratar a sus mujeres muy mal. En su libro Le Petit Simonin, el  novelista Albert Simonin escribió:
"El Fourcy en el distrito de Sant-Paul, el más famoso de los mataderos de París, reclamaba 5,50 francos por sesión. "Cinco francos por señora y habitación", como si fuera un coro, ¿quién va a la habitación? "Diez sous (cincuenta céntimos), se pedían como suplemento a los cinco francos, no es un consejo, pero la tarifa de la toalla atrajo tantos clientes en días laborables que algunas señoras que no eran demasiado malas, estaban cualquier cosa menos paradas y capaces de soportar setenta sesiones".
Desde las habitaciones en el primer piso, las prostitutas y los clientes eran siempre alentados a utilizar el lado derecho de la escalera para perder el menor tiempo posible.

En 1947 el antiguo empleado "Emile G." contó algunas anécdotas de la casa, entre otras cosas cómo terminaba el día:
"Después de que se fue el último cliente, barrí y enjuagué los vasos. El patrón contó la recaudación de las chicas. Buscó la caja de cartón rosa número 1 y gritó: "¡Núm. 1!" (Las cajas estaban numeradas y dispuestas detrás de una balda). La chica con el número 1 se bajaba del mostrador y se dirigía al jefe. Monsieur Maurice abrió la caja, en la que Madame había puesto cinco francos por cada sesión de la chica. "Ciento veinte sapos, veinticuatro clientes, no exactamente brillante, no te quedarás aquí por mucho tiempo si no trabajas mejor". De los ciento veinte francos, tomó cuarenta para "la cena" y le dio la mitad del resto. En el Fourcy, la regla de hierro era que las chicas tenían que compartir su humilde bebida con el patrón. Marchel Maurice dijo, "no intentes engañarme, ¡mi esposa te registrará!". Después de haber resuelto con la número uno, gritó: "¡número dos!" Después de contar: "Doscientos cincuenta y cinco sapos, cuarenta y nueve puntos, no malo, pero podrías trabajar incluso mejor". Entonces fue la número 3, número 4 y así hasta que finalmente resolvió con la número 18. Cuando las luces finalmente se atenuaron, las chicas corrieron a sus casas. Cada anochecer el mismo juego."
Le Fourcy fue cerrado en 1946 debido a la prohibición de los burdeles (ley Marthe Richard).

## Hechos y figuras
- Personal: 18 mujeres
- Precios: 5,50 francos por cliente (En comparación: una buena comida en un restaurante de alto perfil costaba 5 francos)
- Horas laborables: 9 a. m. a 2 a. m.
- Media por mujer: 35 clientes con picos de hasta 70
- Tiempo medio por cliente: 7,5 minutos
- Equipamiento del burdel: habitación con una cama pequeña, mesa, tina para la ropa sucia y jarra
- Servicio para las mujeres: cambio de ropa una vez al mes